# 福井県道210号余座若葉線
福井県道210号余座若葉線（ふくいけんどう210ごう やざわかばせん）は福井県敦賀市を通る一般県道である。

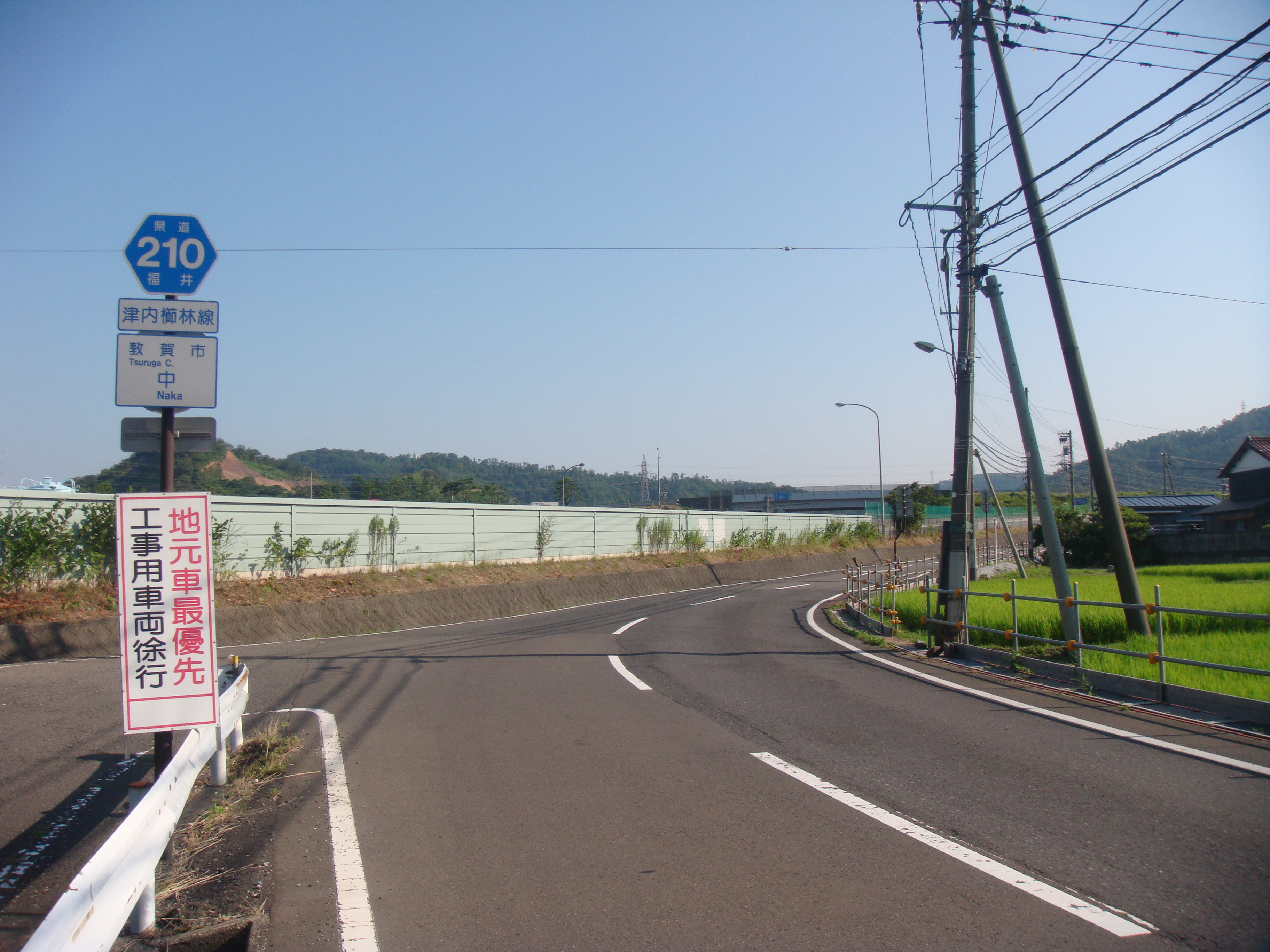
敦賀市中にて同市余座側を望む（2011年（平成23年）撮影）

## 概要
起点から国道8号に至るまで敦賀バイパスの下をクネクネと高架をくぐりながら進んでいく。もともとこの道は旧国道27号（現福井県道225号敦賀美浜線）から国道8号を繋いでいるが、迂回路として利用されることは少ない。

### 路線データ
- 起点：敦賀市余座（国道476号交点）
- 終点：敦賀市若葉町二丁目（国道27号交点）

## 歴史
- 2019年（平成31年）4月1日 - 県道津内櫛林線（路線番号210）が廃止[1]。同日、路線番号を継承した余座若葉線が認定[2]。
- 2019年（令和元年）12月14日 - 都市計画道路岡山松陵線として敦賀市金山 - 若葉町一丁目間延長620 mが開通[3]。

## 地理

### 通過する自治体
- 福井県
  - 敦賀市

### 交差する道路
- 国道476号（敦賀市余座、起点）
- 国道8号＜旧道＞（国道161号重複）（敦賀市岡山町一丁目・岡山町1丁目交差点 -＜重複＞- 同市岡山町二丁目・岡山町2丁目交差点）
- 国道27号（金山バイパス：国道162号重複、東方向は国道8号・国道161号＜現旧連絡線＞も重複）（敦賀市岡山町一丁目・岡山町1丁目交差点）
- 福井県道211号山櫛林線（敦賀市櫛林）
- 福井県道225号敦賀美浜線（敦賀市金山・粟野交番前） - 旧国道27号
- 国道27号（金山バイパス：国道162号重複）（敦賀市若葉町二丁目・若葉交差点、終点）
- 直接接続ではないが、敦賀市中より西方向の市道約100 mを経た国道8号＜現道＞（敦賀バイパス）「敦賀駅東」交差点にて、福井県道271号敦賀駅東線と接続している。

### 沿線
- 福井県立敦賀工業高等学校
- 原子力科学館あっとほうむ